# Clayton Ruby
Pour les articles homonymes, voir Ruby (homonymie).
Clayton Ruby, LL.M, LL.B, BA, né le 6 février 1942 et mort le 2 août 2022, est un avocat canadien, spécialiste du droit pénal constitutionnel et des droits de l'homme. Il est l'un des avocats les plus célèbres au Canada actuellement, et a servi de mandataire de défense pour quelques cas célèbres.
Ruby a obtenu un Bachelor of Arts (BA) de l'Université York en 1963. Il a obtenu un Bachelor of Laws (LL.B) de l'Université de Toronto en 1969 et s'est inscrit au barreau en 1969. En 1973, il a obtenu un Master of Laws (LL.M) de l'université de Californie à Berkeley. Depuis 1973, il est un des associés du cabinet juridique Ruby et Edwardh à Toronto, Ontario.

## Clients
Certains des clients les plus connus :
- Dwayne Karlton Armstrong
- L'Église de Scientologie
- Atif Rafay et Glen Sebastian Burns
- Abdurahman Khadr
- Svend Robinson
- Guy Paul Morin